# Elezioni legislative nel Principato di Monaco del 2023
Le elezioni legislative nel Principato di Monaco del 2023 si sono tenute il 5 febbraio per il rinnovo del Consiglio nazionale. 
In seguito all'esito elettorale, l'indipendente Pierre Dartout è stato confermato Ministro di Stato.
La prima forza politica del Paese è stata la coalizione “Unione Nazionale Monegasca” (costituita da Priorité Monaco, Horizon Monaco e Unione per Monaco) che, ricevendo quasi il 90% delle preferenze, ha ottenuto la totalità dei seggi.

## Sistema elettorale
Gli elettori, cittadini maggiorenni del Principato, scelgono una lista di partito o diversi candidati da varie liste per i 24 seggi del Consiglio Nazionale. Di questi, 16 candidati vengono eletti secondo un sistema "maggioritario", mentre gli altri otto sono scelti da liste secondo il sistema di rappresentanza proporzionale per i partiti che abbiano almeno il cinque per cento dei voti.

## Risultati
| Unione Nazionale Monegasca | 72 602 | 89,63 | 24 |  |  |  |
| Nuove Idee per Monaco      | 8 401  | 10,37 | –  |  |  |  |
| Totale                     | 81 003 | 100   | 24 |  |  |  |
|                            |        |       |    |  |  |  |
| Schede bianche             | 146    | 3,36  |    |  |  |  |
| Schede nulle               | 254    | 5,84  |    |  |  |  |
| Votanti                    | 4 348  | 57,26 |    |  |  |  |
| Elettori                   | 7 594  |       |    |  |  |  |

Nota: Il totale esposto, 81.003, non corrisponde al totale dei singoli voti espressi per un partito, bensì la somma delle preferenze totali: poiché infatti il sistema elettorale monegasco permette di esprimere non dei veri e propri voti per un partito, bensì preferenze singole per i candidati, ogni elettore può esprimere plurime preferenze ed il numero totale, conseguentemente, è maggiore.
Nota: Sul numero dei votanti (4.348), 3.948 (90,58%) sono votanti che hanno espresso voti validi.
| Riepilogo dei voti (+/- elezioni 2018)  | Riepilogo dei voti (+/- elezioni 2018) | Riepilogo dei voti (+/- elezioni 2018) | Riepilogo dei voti (+/- elezioni 2018) | Riepilogo dei voti (+/- elezioni 2018) | Riepilogo dei voti (+/- elezioni 2018) | Riepilogo dei voti (+/- elezioni 2018) |
| --------------------------------------- | -------------------------------------- | -------------------------------------- | -------------------------------------- | -------------------------------------- | -------------------------------------- | -------------------------------------- |
| Unione Nazionale Monegasca              | Unione Nazionale Monegasca             | Unione Nazionale Monegasca             |                                        |                                        | 89,63%                                 | Nuovo                                  |
| Nuove Idee per Monaco                   | Nuove Idee per Monaco                  | Nuove Idee per Monaco                  |                                        |                                        | 10,37%                                 | Nuovo                                  |
| Riepilogo dei seggi (+/- elezioni 2018) |                                        |                                        |                                        |                                        |                                        |                                        |
|                                         |                                        |                                        |                                        |                                        |                                        |                                        |
| UNM                                     | 24                                     | Nuovo                                  |                                        | NIpM                                   | 0                                      | Nuovo                                  |